# Barwar
Barwar es un pueblo y nagar Panchayat situado en el distrito de Lakhimpur Kheri en el estado de Uttar Pradesh (India). Su población es de 14196 habitantes (2011). Se encuentra a orillas del río Gomti.

## Demografía
Según el censo de 2011 la población de Barwar era de 14196 habitantes, de los cuales 7547 eran hombres y 6649 eran mujeres. Barwar tiene una tasa media de alfabetización del 48,70%, inferior a la media estatal del 67,68%: la alfabetización masculina es del 55,40%, y la alfabetización femenina del 53,42%.